# Amos 3
Amos 3 – izraelski satelita telekomunikacyjny wystrzelony 28 kwietnia 2008 o 05:00 UTC z kosmodromu Bajkonur rakietą Zenit 3SLB. Satelita zastąpił Amosa 1. Został umieszczony na orbicie geostacjonarnej na pozycji 4°W, w pobliżu Amosa 2.
Satelita ważył przy starcie 1300 kg (razem z paliwem) i jest wyposażony w 24 transpondery pasma Ku i 3 transpondery pasma Ka. Transmituje kanały telewizyjne, radiowe oraz zapewnia szerokopasmowy dostęp do internetu. Jego anteny obejmują swym zasięgiem Europę, Bliski Wschód oraz wschodnią część Stanów Zjednoczonych. W Polsce dostępne są m.in. niekodowane kanały radiowe z Grupy Radiowej Time w systemie DVB-S2. 
Przewidywany czas pracy satelity wynosi 17 lat.